# Ilère de Mende
« Saint Ilère » redirige ici. Pour l’article homophone, voir Saint Hilaire.
Ilère est un saint de l'Église catholique, ancien évêque du Gévaudan. La graphie de son nom a évolué, on retrouve ainsi Éli, Yles, Ilère, ou Hilaire (à ne pas confondre avec Hilaire de Poitiers). On retrouve également la présence de deux Saint Ilère en un siècle de différence, mais il semble que seul celui ayant participé au Concile de Clermont en novembre 535 ait réellement existé. Le Saint Yles évoqué par Bertran de Marseille dans « Vida de Santa Enimia », participant à la lutte de Sainte Énimie contre le drac, n'a pas vraiment vécu à cette période. Selon Buffière, il pourrait s'agir d'une présence métaphorique donnée par le poète.

## Biographie
Ilère avait établi au-dessus de Mende un petit ermitage où il vivait avec trois frères. Il avait ainsi pour habitude de se rendre à la crypte de saint Privat la nuit venue. C'est ainsi, grâce à « La Vie de Saint Ilère », texte écrit au VIIe siècle, que l'on apprend qu'une église existait dès 530 sur le tombeau de Saint Privat.
Mais Ilère est principalement attiré par les gorges du Tarn, où il aurait établi un monastère de grande taille. Son emplacement a cependant disparu au fil des siècles. Une des hypothèses reste la présence d'un monastère à Burlatis dès son époque, où il aurait d'ailleurs envoyé plusieurs moines. C'est en cela qu'Ilère a pu aider Sainte Énimie dans sa lutte contre le drac, comme nous le dit Bertran de Marseille. 
Toujours dans les gorges du Tarn, il fait front lors d'un siège mené par les Francs, au Castel Merlet, au-dessus de La Malène.
Le 8 novembre 535, il participe au concile de Clermont où il signe les décrets de morale et de discipline intérieure. Il y participe en compagnie de quinze autres évêques dont Césaire d'Arles, Gal, évêque de Clermont et Saint Nizier, évêque de Trèves.
On retrouve également la présence d'Ilère dans plusieurs retraites qu'il avait l'habitude d'accompagner au monastère de Lérins sur l'île Saint-Honorat (au large de Cannes).
Il passera une grande partie de sa vie à combattre les coutumes de vénération païennes. Il s'y attaque ainsi près de Marseille alors qu'il revient de Lérins, mais également dans les gorges du Tarn. On le retrouve de plus dans le même rôle sur les bords du lac Saint-Andéol (sur l'Aubrac, haut lieu de vénération pour les Gabales. Les gens venaient ainsi jeter des offrandes dans le lac, tous les ans, quatre jours durant. Ilère vint une année les exhortant de cesser ces cultes contraires à la volonté divine, en vain. Ceci nous est conté par Grégoire de Tours, qui écrit : « un prêtre, ayant reçu l'épiscopat, vint du chef-lieu (urbe ipsa) à cet endroit ». Toujours est-il que Grégoire de Tours nous apprend qu'Ilère aurait réussi à faire cesser ces pratiques en établissant une basilique en l'honneur de Saint Hilaire. Un doute subsiste donc au sujet de cette basilique qui pourrait être dédiée simplement à Ilère de Mende, et aurait donc été établie après lui. Les rites n'ont vraisemblablement pas disparu pour autant du lac, continuant sous diverses formes dont un pèlerinage réunissant un grand nombre de personnes
Ilère a reçu en Gévaudan, à Arisenicus (sans doute aujourd'hui Arzenc-de-Randon), le roi Thibert des Francs, qu'il avait pourtant repoussés lors du siège de La Malnère. Le territoire franc s'étendait jusqu'en Auvergne (et sans doute même en Gévaudan), après qu'ils eurent repoussé les Wisigoths en Septimanie.

## Ses miracles
Parmi les miracles ou autres événements exceptionnels, certains nous sont parvenus. Ainsi, un soir qu'il revenait de la crypte de Saint-Privat, il est emporté dans les airs par un coup de vent. Ses compagnons le retrouveront dans une clairière trois jours plus tard, priant. L'endroit était inaccessible et il fallut dégager un chemin à coups de hache.
Il aurait également été capable de faire jaillir l'eau d'un puits tari depuis sept ans.

## Ses reliques
On retrouve trace de ses reliques en Lorraine au VIe siècle, en l'église à Salone. Elles furent ensuite ramenées à Saint-Denis, avec les reliques de Saint Privat, mais là où celles de Privat seront ramenées en Gévaudan, il semble que celle d'Ilère soient restées à Paris. Elles auraient disparu lors des pillages de 1793.

## Les lieux associés
Au fil des ans, le Sanch-Éli de la langue occitane (sanch signifiant saint dans la langue médiévale) s'est quelque peu modifié devenant en français par traduction approximative, Saint-Chély. Plusieurs villages ou villes portent ainsi son nom :
- Saint-Chély-d'Apcher (Lozère)
- Saint-Chély-du-Tarn (Lozère)
- Saint-Chély-d'Aubrac (Aveyron)
- Saint-Hilaire-de-Lavit (Lozère)

## Sources et références
1. ↑  diable, ou diablotin, en langue occitane
2. 1 2  Félix Buffière, Ce tant rude Gévaudan [détail des éditions], tome I, p. 197
3. ↑  Le monastère a été rétabli en 951, sans savoir si cela a été fait à l'emplacement exact de celui d'Ilère
4. ↑  Grégoire de Tours in In gloria confesserum
5. ↑  JB Deltour, Aubrac, p. 278
6. ↑  Ce tant Rude Gévaudan, op. cit., tome I, p. 201
7. ↑  Diplôme de Charlemagne, daté de 777 il atteste la présence des corps de Saint Privat et de Saint Ilère
8. ↑  (fr) page dédiées au Saint celtes, avec un article sur Saint Hilaire
9. ↑  Clovis Brunel, Saint-Chély, Étude de toponymie, in « Mel. Ferdinand Lot », Paris, 1925, p. 83